# (20541) 1999 RN93
A (20541) 1999 RN93 a Naprendszer kisbolygóövében található aszteroida. A LINEAR projekt keretében fedezték fel 1999. szeptember 7-én.